# Comté de Kiambu
Le comté de Kiambu est un comté de l'ancienne province centrale du Kenya. Sa capitale est Kiambu et Thika sa plus ville la plus importante. Le comté est adjacent à la frontière nord du comté de Nairobi. Il compte 2 417 735 habitants. 
Le comté est à 40 % rural et à 60 % urbain en raison de l'extension constante de Nairobi vers le nord. Les Kikuyus sont les plus nombreux dans le comté.

## Histoire
En 2007, le district de Kiambu était divisé en deux: Kiambu East et Kiambu West. Le district de Kiambu West a intégré les divisions Limuru, Lari et Kikuyu,  avec Limuru comme capitale de district.

## Climat
Le comté de Kiambu a un climat doux avec des températures comprises entre 12 °C et 18,7 °C. La quantité de précipitations est d'environ 1 000 mm par an. Le climat tempéré favorise l'agriculture. Juin et juillet sont les mois les plus froids, tandis que janvier à mars et septembre à octobre sont les mois les plus chauds.

## Population
La majorité des habitants du comté de Kiambu sont des Kikuyus. Les principales autres communautés vivant dans le comté sont Luo, Luhya, Maasai, Kamba, Meru et Kalenjin. Des minorités d'Européens et d'Indiens jouent un rôle économique important. La religion majoritaire est le christianisme, néanmoins une petite minorité appartient à d'autres croyances, dont l'islam et l'hindouisme.
En 2014, le taux de fécondité était de 2,7 enfants par femme. Le taux d'alphabétisation était de 95,8% pour les femmes et 98,2% pour les hommes âgés de 15 à 49 ans.

## Économie
En raison de sa proximité avec Nairobi et de sa situation centrale, Kiambu est l'un des comtés les plus riches du pays. Il abrite de nombreuses industries spécialisées dans les produits agricoles, les ressources naturelles et les services. Bien que la majorité des résidents soient de petits agriculteurs qui cultivent du thé et du café, il existe plusieurs grandes exploitations. Le marché immobilier est en essor avec plusieurs projets en développement car le quartier s'est mieux développé grâce à l'extension de l'autoroute Thika.
En 2017, le PIB par habitant était de 221 467 shillings kenyans (environ 4 422 dollars internationaux), ce qui le place au 7e rang parmi les 47 comtés du pays.

## Gouvernement et administration

### Pouvoir exécutif
Le Dr James Nyoro est le gouverneur du comté de Kiambu remplaçant Ferdinand Waititu, élu pour un mandat de cinq ans lors des élections générales de 2017 mais destitué pour abus de fonction publique et corruption le 19 décembre 2019. 
Bien que la capitale soit la ville de Kiambu, l'exécutif exerce ses activités depuis la ville de Thika .

### Corps législatif
La législature du comté de Kiambu est une assemblée monocamérale composée de 60 membres élus de l'Assemblée du comté (MCA) issus des soixante circonscriptions du comté et de 27 membres nommés.  Les membres exercent un mandat de cinq ans renouvelable. Le président et le vice-président de l'assemblée sont élus par les MCA. L'Assemblée du comté est située dans la ville de Kiambu.

### Pouvoir judiciaire
La Haute Cour de Kiambu a été créée le 20 juin 2016. En 2017, elle se compose d'un tribunal à juge unique. Le siège est temporairement situé à Thika en attendant la construction d'un bâtiment permanent à Kiambu.

### Administration du comté
L'administrateur de comté est nommé par le président du Kenya. Il ne fait pas partie du gouvernement du comté mais est un représentant du président pour répondre aux questions administratives du comté et assure les relations avec le gouvernement central.

### Autorités locales
| Autorité  | Type              | Population* | Pop urbaine. * |
| --------- | ----------------- | ----------- | -------------- |
| Kiambu    | Municipalité      | 72 139      | 13 814         |
| Limuru    | Municipalité      | 70 765      | 4,141          |
| Karuri    | Conseil municipal | 100,506     | 19 746         |
| Kikuyu    | Conseil municipal | 165 594     | 4,104          |
| Ruiru     | Municipalité      | 100,457     | 10 104         |
| Thika     | Municipalité      | 200 500     | 25 647         |
| * Source: |                   |             |                |

### Divisions administratives
| Division    | Population* | Pop urbaine. * | Quartier général |
| ----------- | ----------- | -------------- | ---------------- |
| Githunguri  | 136,554     | 8 831          | Githunguri       |
| Kiambaa     | 188 055     | 22 861         | Kiambu           |
| Kikuyu      | 194,521     | 3,724          | Kikuyu           |
| Lari        | 111 302     | 0              | Lari             |
| Limuru      | 113,578     | 3,708          | Limuru           |
| * Sources,: |             |                |                  |

## Circonscriptions / sous-comtés
Le comté compte douze circonscriptions / sous-comtés: 
- 1. Githunguri 
  - Quartier Githunguri
  - Quartier Githiga
  - Quartier Ikinu
  - Quartier Ngewa
  - Quartier Komothai 3 Ward
- 2. Kiambaa 
  - Cianda Ward
  - Karuri Ward
  - Ndenderu Ward
  - Muchatha Ward
  - Kihara Ward
- 3. Kabete 
  - Quartier Gitaru
  - Muguga Ward
  - Quartier Nyathuna
  - Kabete Ward
  - Quartier Uthiru
- 4. Limuru 
  - Quartier Bibirioni
  - Limuru Central Ward
  - Ndeiya Ward
  - Limuru East Ward
  - Ngecha Tigoni Ward
- 5. Lari 
  - Kinale Ward
  - Kijabe Ward
  - Nyanduma Ward
  - Kamburu Ward
  - Quartier Lari / Kirenga
- 6. Gatundu North 
  - Quartier Gituamba
  - Quartier Githobokoni
  - Chania Ward
  - Quartier Mang'u
- 7. Gatundu South 
  - Kiamwangi Ward
  - Kiganjo Ward
  - Quartier Ndarugo
  - Ngenda Ward
- 8. Ruiru 
  - Quartier Gitothua
  - Quartier Biashara
  - Quartier Gatongora
  - Quartier Kahawa / Sukari
  - Kahawa Wendani Ward
  - Kiuu Ward
  - Mwiki Ward
  - Mwihoko 1 Ward
- 9. Kikuyu 
  - Karai Ward
  - Quartier Nachu
  - Sigona Ward
  - Kikuyu Ward
  - Kinoo Ward
- 10. Juja 
  - Murera Ward
  - Theta Ward
  - Juja Ward
  - Witeithie Ward
  - Kalimoni Ward
- 11. Thika Town 
  - Quartier du canton
  - Kamenu Ward
  - Hospita Ward
  - Quartier Gatuanyaga
- 12. Kiambu 
  - Quartier Ting'ang'a
  - Ndumberi 3 Ward
  - Riabai Ward
  - Quartier du canton.

## Éducation

### Écoles primaires
- École primaire de Muirigo
- école primaire de kangaita
- école primaire de kairi
- école primaire de wandui
- École primaire de Ndekei
- École primaire Nguna
- école primaire de makwa
- école primaire ng'ethu
- École primaire de Mang'u
- école primaire d'igegania
- école primaire de nyamathumbi
- école primaire de karuri
- École primaire de Mutuma
- École primaire de Nyamang'ara
- École primaire de Kiambu
- École Thika pour les aveugles
- École primaire de Kamenu
- école primaire de kisiwa
- École primaire de Karibaribi

### Écoles supérieures
- Kairi Rumwe High school Chania ward patrick mwangi AKA PARTOH
- Garçons kairi lycée Gabriel wahinya
- St joseph le travailleur mang'u E Muriuki AKA Mu CHAMPEZ
- Igegenia Secondary School Pamela aka Njoroge
- St Pauls Boys High School Gatuanyaga
- Lycée de Kiambu
- Lioki de Sainte-Anne
- Loreto Kiambu
- Lycée Thika
- Lycée Mang'u
- École secondaire St. Francis Girls
- École secondaire Alliance
- Alliance Girls High School
- Lycée Loreto Kiambu
- Lycée Loreto Limuru
- Lycée de filles de Limuru
- Lycée Ruiru
- Lycée de Kanunga
- École secondaire Mirithu Girls
- Lycée Kijabe
- Lycée Muhoho
- École secondaire Maryhill Girls
- École secondaire Mururia
- Karinga Girls High
- Lycée Karuri
- École secondaire pour filles de Muthurwa
- École secondaire en chef Koinange Girls
- Lycée Chania Boys
- 3 Collèges universitaires à Kiambu
- Université Jomo Kenyatta des sciences et technologies
- Université Kenyatta
- Université du Mt Kenya
- Université de Gretsa
- Université Umma
- Collège Gakeo d'études commerciales
- Collège de technologie Jodan
- Institut Thika d'études commerciales
- Institut de formation technique Thika
- institut des sciences et technologies de kiambu
- Institut de formation technique de Kabete
- institut Uzuri
- Institut Havard
- institut Excel

## Nairobi Métro

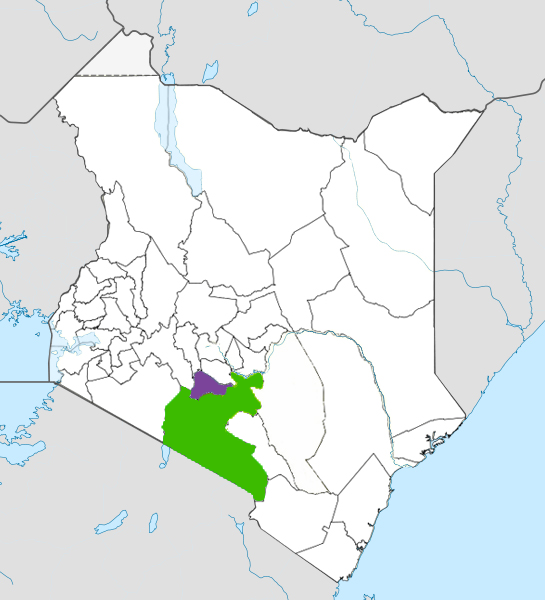
Comté de Kiambu (violet) dans le métro de Nairobi (vert)

Le comté de Kiambu est situé dans l'agglomération de Nairobi, qui comprend 4 des 47 comtés du Kenya, mais la région génère environ 60% de la richesse du pays, .  Les comtés sont : 
| Région        | Comté             | Superficie (km2) | Population (Recensement 2019) | Villes / villages / municipalités du comté                            |
| ------------- | ----------------- | ---------------- | ----------------------------- | --------------------------------------------------------------------- |
| Core Nairobi  | Comté de Nairobi  | 694,9            | 4 397 073                     | Nairobi                                                               |
| Métro du Nord | Comté de Kiambu   | 2,449.2          | 2,417,735                     | Kiambu, Thika, Limuru, Ruiru, Karuri, Kikuyu                          |
| Metro Sud     | Comté de Kajiado  | 21 292,7         | 1 117 840                     | Kajiado, Olkejuado, Bissil, Ngong, Kitengela, Kiserian, Ongata Rongai |
| Metro Est     | Comté de Machakos | 5 952,9          | 1,421,932                     | Kangundo - Tala, Machakos, Athi River                                 |
| Totaux        | Métro de Nairobi  | 30 389,7         | 9 354 580                     |                                                                       |

Source,:

## Statistiques

### Nairobi Métro

#### Urbanisation
| Area           | Comté             | Area (km2) | Population Census 2019 | Villes/villages/municipalités du comté                                |
| -------------- | ----------------- | ---------- | ---------------------- | --------------------------------------------------------------------- |
| Core Nairobi   | Comté de Nairobi  | 694.9      | 4,397,073              | Nairobi                                                               |
| Northern Metro | Comté de Kiambu   | 2,449.2    | 2,417,735              | Kiambu, Thika, Limuru, Ruiru, Karuri, Kikuyu.                         |
| Southern Metro | Comté de Kajiado  | 21,292.7   | 1,117,840              | Kajiado, Olkejuado, Bissil, Ngong, Kitengela, Kiserian, Ongata Rongai |
| Eastern Metro  | Comté de Machakos | 5,952.9    | 1,421,932              | Kangundo-Tala, Machakos, Athi River                                   |
| Totals         | Nairobi Metro     | 30,389.7   | 9,354,580              |                                                                       |

 Source,,:

#### Niveau de richesse / pauvreté
| Comté de Nairobi                          | 100  |
| Comté de Kiambu                           | 60,8 |
| Comté de Machakos                         | 52   |
| Comté de Kajiado                          | 41,4 |
| Kenya Moyenne                             | 32,3 |
| Urbanisation par comté avec Nairobi Metro |      |

 Source:

#### Urbanisation
| Comté de Kiambu                         | 60,8 |
| Comté de Nyeri                          | 24,5 |
| Comté de Nyandarua                      | 18,5 |
| Comté de Muranga                        | 16,3 |
| Comté de Kirinyaga                      | 15,8 |
| Kenya Moyenne                           | 32,3 |
| Urbanisation par comté au Kenya central |      |

Source.

#### Niveau de richesse / pauvreté
| Comté de Kirinyaga                      | 25,2 |
| Comté de Muranga                        | 28,5 |
| Comté de Kiambu                         | 28,9 |
| Comté de Nyeri                          | 32,7 |
| Comté de Nyandarua                      | 46,6 |
| Kenya Moyenne                           | 45,9 |
| Niveau de richesse / pauvreté par comté |      |

 Source: